# Thunderbolts*
Thunderbolts* este un film cu supereroi bazat pe benzile desenate Marvel cu același nume create de Jake Schreier, avându-i ca protegoniști pe Florence Pugh, Sebastian Stan, David Harbour, Wyatt Russell, Olga Kurylenko, Lewis Pullman, Geraldine Viswanathan, Chris Bauer, Wendell Edward Pierce, Hannah John-Kamen și Julia Louis-Dreyfus. Filmul introduce personajul Sentry în MCU în timp ce Taskmaster moare la început.